# Primus (banda)
Primus é uma banda americana formada em 1984 por Les Claypool (vocalista e baixista), Todd Huth (guitarrista) e Jay Lane (baterista).

## História
Depois do curto período que a banda teve, Les voltou à sua banda de colégio, o Blind Illusion, e gravou o álbum The Sane Asylum. Depois deste álbum Les saiu dos B.I. e trouxe consigo o guitarrista Larry Lalonde, ex-guitarrista da banda seminal de death metal Possessed e em 1989 voltou aos Primus com Larry e o baterista Tim "Herb" Alexander.
O álbum de estreia saiu apenas em 1989, Suck on This, gravado ao vivo e lançado de forma independente. Algumas músicas deste primeiro disco foram regravadas no primeiro álbum de estúdio, Frizzle Fry, ainda em 1990. O material restante seria usado nos álbuns a seguir, com excepção apenas para a música "Jellikit", embora tenha sido feita uma versão alternativa mais tarde.
Com a boa repercussão dos dois primeiros álbuns independentes, o Primus foi contratado ainda em 1991 por uma editora profissional, a pequena Interscope Records. Gravou o álbum Sailing the Seas of Cheese, ganhando um disco de ouro. Este álbum conta com a participação de Tom Waits em "Tommy The Cat". Em 1992 foi lançado o EP Miscellaneous Debris com covers de Peter Gabriel, XTC, Pink Floyd, etc. e o VHS Cheesy Home Video. Em 1993, com o álbum Pork Soda, a banda Primus subiu nas paradas dos Estados Unidos. Em 1994 participaram da segunda edição do Festival de Woodstock.
Em 1995 saiu o álbum Tales From the Punchbowl, o último trabalho de estúdio com Tim Alexander, que saiu em 1996 por alegar diferenças criativas. O seu substituto foi Brian Mantia, mais conhecido por Brain. Com esta formação, gravaram Brown Album, de 1997, o EP Rhinoplasty, a VHS Videoplasty, e Antipop, em 1999, que contou com a presença de convidados como Tom Morello, James Hetfield e Tom Waits.
Em 2000 a banda entrou em um hiato de 3 anos. Em 2002 a gravadora de Les Claypool, a Prawn Song, relançou os álbuns Suck on This e Frizzle Fry remasterizados.
Em 2003, com Tim Alexander de volta à banda, lançaram o EP Animals Should Not Try To Act Like People, um pacote com CD e DVD que conta com 5 novas músicas e 3 horas de vídeo, respectivamente. Na tour de 2003 (A Tour de Fromage) em cada show tocaram o álbum Sailing the Seas of Cheese inteiro e na tour de 2004 (A Hallucino-Genetics Tour) tocaram o álbum Frizzle Fry, com todos os concertos sendo gravados por soundboards e vendidos no site Primuslive.com (Hoje já não existe e os concertos são raridades). Em 2004 saiu o DVD ao vivo Hallucino Genetics Live 2004, gravado em Chicago. Em 2005 participaram dos festivais Lollapalooza e Vegoose. Em 2006 lançaram a compilação They Can't All Be Zingers: The Best of Primus e o DVD Blame it on the Fish. Em novembro e dezembro houve a Beat a Dead Horse Tour. Em 2007 não fizeram concertos. Em 2008 participaram dos festival Outside Lands. Em 2009 não fizeram concertos.
Em 2010 Jay Lane voltou à banda e lançaram gratuitamente no site da banda (Primusville.com) o EP digital June 2010 Rehearsal. Em 2011 lançaram o álbum Green Naugahyde. A turnê desse novo trabalho pôde ser vista em novembro do mesmo ano no Festival de música SWU, realizado em Paulínia, interior de São Paulo. Mesmo com um show curto, o Power Trio conseguiu matar a sede dos fãs e encantar rapidamente muitos que desconheciam suas músicas. Em 2012 houve a 3D Tour, com as imagens do telão em 3D. Em 2013 lançaram a versão deluxe do álbum Sailing the Seas of Cheese com 3 faixas bônus (2 ao vivo e 1 remix) recebendo um Grammy por melhor som surround.
Em Outubro de 2013 Jay Lane saiu da banda para voltar para a banda RatDog e Tim Alexander retornou. Para o concerto de fim de ano usaram o tema do filme Charlie and the Chocolate Factory. Em 2014 participaram de festivais como Big Day Out, Cumbre Tajin. Em Julho, Tim Alexander teve que fazer uma cirurgia nas artérias, então, não poderá fazer os shows de Setembro no Riot Fest (Danny Carey, do Tool, fará os shows no lugar de Tim). No dia 21 de Outubro lançarão o oitavo álbum de estúdio com o nome Primus and the Chocolate Factory with the Fungi Ensemble e farão uma turnê pela América do Norte durante Outubro e Novembro (Com Tim na bateria).

## Membros
- Les Claypool – vocal, baixo (1984–2000, 2003–atualmente)
- Larry "Ler" LaLonde – guitarra, backing vocal (1989–2000, 2003–atualmente)
- Tim "Herb" Alexander – bateria, backing vocal (1989–1996, 2003–2010, 2013–atualmente)